# Spakenburg

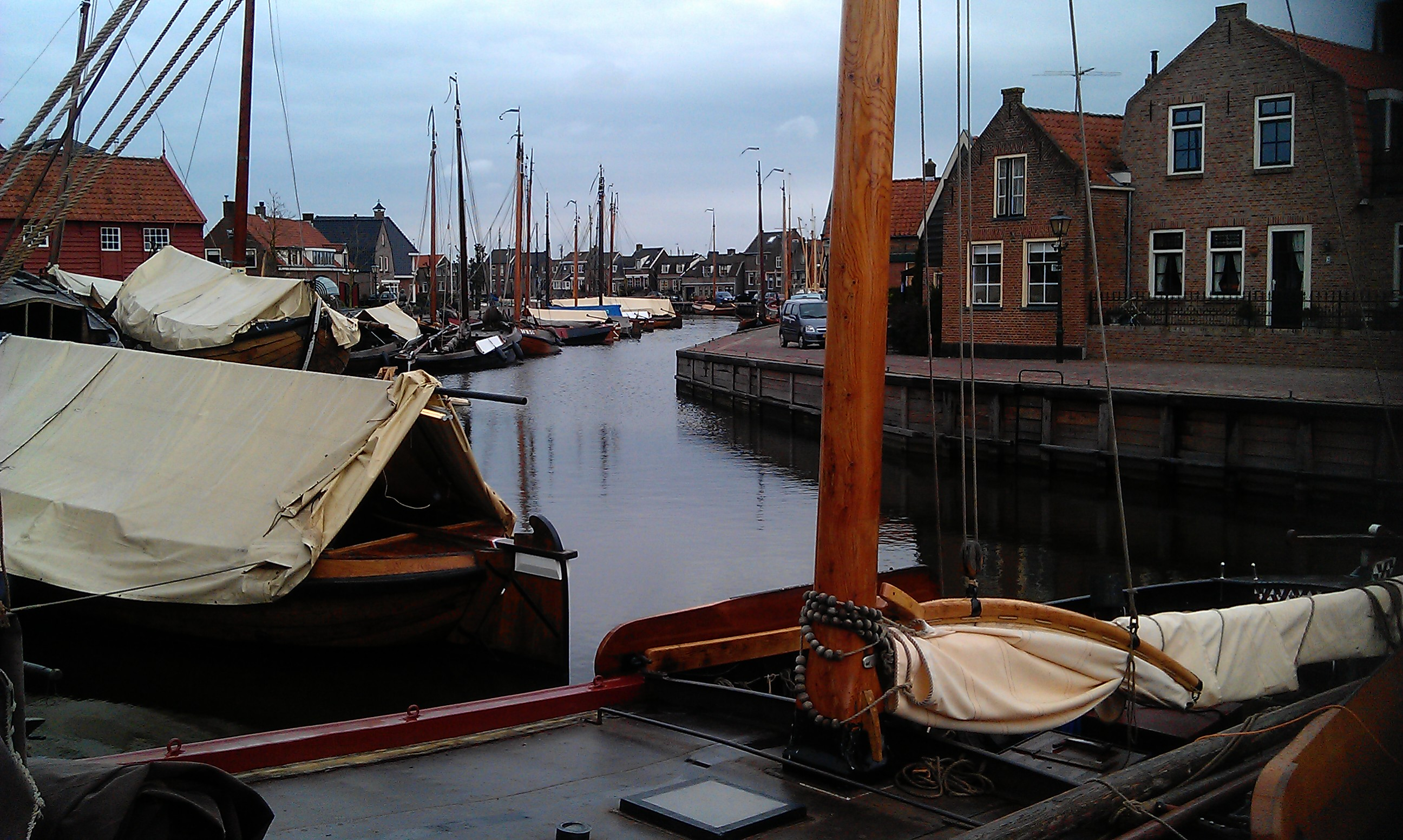
Il porto peschereccio di Spakenburg

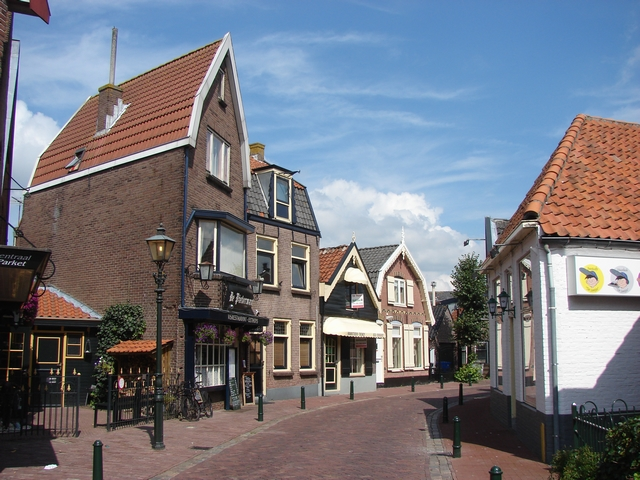
Una via di Spakenburg

Spakenburg è un villaggio della provincia di provincia di Utrecht, nel centro dei Paesi Bassi, situato nella regione dell'Eemland ed affacciato sull'Eemmeer (uno dei laghi di confine che circonda il Flevopolder) Dal punto di vista amministrativo, si tratta di una frazione del comune di Bunschoten e solitamente viene associata a quest'ultima località, di cui costituisce una sorta di "villaggio gemello", tramite la dicitura "Spakenburg-Bunschoten".
La località si sviluppò come villaggio di pescatori sullo Zuiderzee.

## Etimologia
Il toponimo Spakenburg, attestato anticamente come Spakenborch e Spakenburgh, è formato dal termine medio olandese spaken, che significa "asciutto", e dal termine burg, che significa "fortezza", "luogo fortificato".

## Geografia fisica

### Collocazione
Spakenburg si trova nella parte nord-orientale della provincia di Utrecht, al confine con il Flevoland e la Gheldria, a circa 15 km a nord di Amersfoort.

## Storia
Grazie alla sua posizione sullo Zuiderzee, la località fu dedita alla pesca sin dal Medioevo.
Come villaggio di pescatori, il villaggio conobbe una particolare fioritura nel corso del XIX secolo, quando il numero di pescherecci crebbe dai 34 del 1812 ai 193 del 1893.
Nel 1932, con lo sbarramento dello Zuiderzee, la pesca cessò di essere l'attività principale del villaggio.
Nel 2011, il porto peschereccio di Spakenburg fu dichiarata area protetta..

## Luoghi d'interesse

### Cantiere navale Nieuwboer
Il cantiere navale Nieuwboer risale al 1750 circa.

### Museum Spakenburg
Il Museum Spakenburg è un museo sulla storia e la cultura locale a partire dal 1800.

### Klederdracht- en Visserijmuseum
Il Klederdracht- en Visserijmuseum è un museo sui costumi locali e sulla pesca.
|  |

## Politica
Spakenburg è sede dello Spakenburgse Vrijheidspartij.

## Sport
- SV Spakenburg, squadra di calcio
- VV IJsselmeervogels, squadra di calcio[10]